# Marta Eggerth

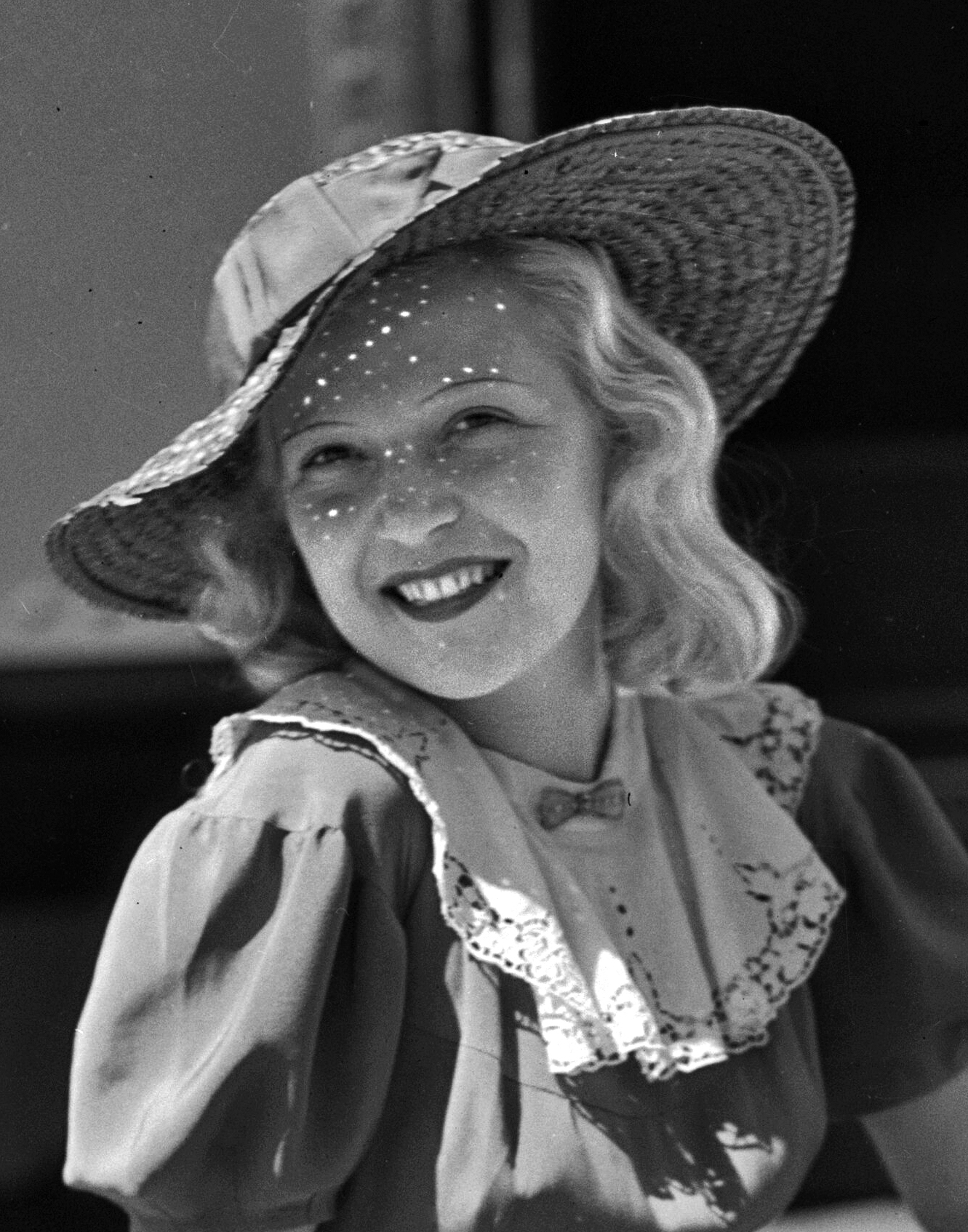
Marta Eggerth (1935)

Marta Eggerth (auch Martha Eggerth, * 17. April 1912 in Budapest, Österreich-Ungarn; † 26. Dezember 2013 in Rye, New York) war eine österreichisch-ungarisch-amerikanische Operettensängerin (Sopran) und Filmschauspielerin, die ab 1938 in New York lebte.

## Leben
Eggerth war die Tochter des deutschen Bankdirektors Paul Eggerth und der Sängerin Tilly Herzog (Herezegh). Nach einer frühen Gesangsausbildung, einer Laufbahn als musikalisches Wunderkind und Engagements in Wien und Hamburg ging sie 1930 nach Berlin, wo sie in zahlreichen Operetten- und Sängerfilmen auftrat und als Koloratursopran und Filmschauspielerin ein gefeierter Star wurde.

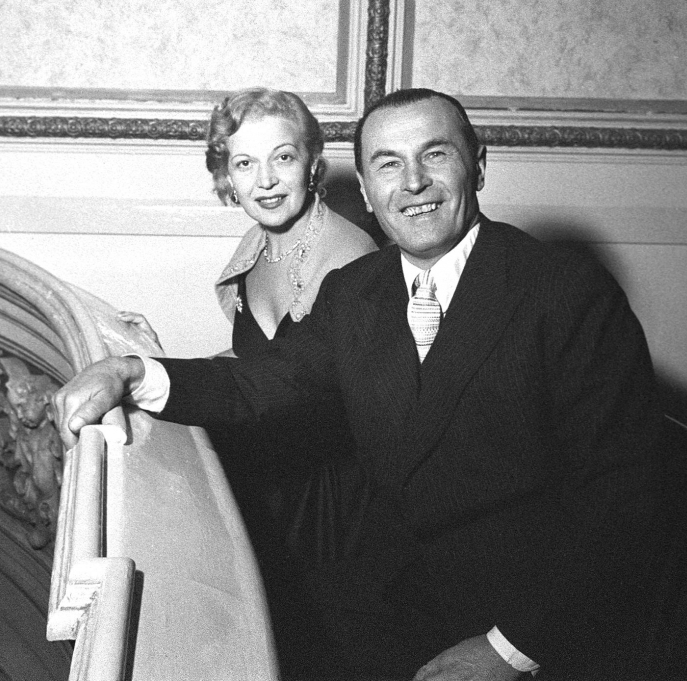
Das Ehepaar Eggerth-Kiepura (1954)

Bei den Dreharbeiten zu dem Film Mein Herz ruft nach Dir lernte sie den polnischen Tenor Jan Kiepura kennen. Die beiden galten als das „Traumpaar“ des deutschen und österreichischen Musikfilms der 1930er Jahre und heirateten 1936. Damals lebte das Paar u. a. in Wien. Das Schloss in Flandern und Das Hofkonzert wurden 1936 in und um Berlin gedreht. Aufgrund ihrer Ehe mit Kiepura war sie ab 1937 nicht mehr im Reich erwünscht. Ihre beiden letzten deutschsprachigen Filme Zauber der Boheme und Immer wenn ich glücklich bin entstanden 1937 in Wien.
1938 emigrierte sie nach dem Anschluss Österreichs mit ihrem Mann, der ein Engagement an der Metropolitan Opera hatte, von Wien über Frankreich nach New York. („Das Weggehen aus Wien hat furchtbar weh getan“, sagte Marta Eggerth fünfzig Jahre später.) Der damalige Sekretär Kiepuras, Marcel Prawy, folgte ihnen in die USA. 1939 begleitete Martha Eggerth ihren Mann nach Paris, wo dieser ab 1. September vor der Kamera stehen sollte; an diesem Tag überfiel Deutschland sein Heimatland.
In New York trat sie von 1944 bis 1946 achtmal in der Woche in Franz Lehárs Operette Die lustige Witwe auf, die Robert Stolz für den Broadway adaptiert hatte. Ihre Film- und Bühnenkarriere ging weiter.
1952 besuchte Eggerth Wien zum ersten Mal seit dem Krieg und hatte im Zarewitsch am Raimundtheater viel Erfolg.
1979 erhielt sie das Filmband in Gold für langjähriges und hervorragendes Wirken im deutschen Film. 1988 sagte sie in einem Interview, sie gebe „Master Classes“ für junge Opernsänger. Sie bedauerte, dass Opernsängerinnen in Europa keine Operetten singen wollten.
1998 spielte und sang sie in der Tatort-Folge des Österreichischen Rundfunks (ORF) Nie wieder Oper neben Marcel Prawy, Erni Mangold und Harald Krassnitzer eine ehemalige Operndiva namens Babette Schöne. 2001 wurde sie mit dem Goldenen Rathausmann der Stadt Wien ausgezeichnet. 2002 erhielt sie das Große Silberne Ehrenzeichen für Verdienste um die Republik Österreich.
Im Jahr 2000 war Marta Eggerth-Kiepura Schirmherrin der neugegründeten Elblandfestspiele Wittenberge unter der Intendanz von Operettentenor Heiko Reissig und stiftete den ersten Gesangspreis des „Internationalen Gesangswettbewerb für Operette – Jan Kiepura“ im Festspielhaus Wittenberge (Land Brandenburg).
Marta Eggerth lebte zuletzt in Rye im US-Bundesstaat New York und feierte im April 2012 ihren 100. Geburtstag. Ihr älterer Sohn, Jan Kiepura jun. (geb. 1944), wurde Sänger; ihr jüngerer Sohn Marjan (geb. 1950) ist Pianist und Geschäftsmann in der Musikbranche.
Im November 2024 wurde der Platz vor dem Raimundtheater Marta-Eggerth-Platz benannt.

## Filmografie
- 1931: Trara um Liebe
- 1931: Eine Nacht im Grandhotel
- 1931: Die Bräutigamswitwe
- 1931: Der Frauendiplomat
- 1931: Der Draufgänger
- 1932: Moderne Mitgift
- 1932: Kaiserwalzer
- 1932: Es war einmal ein Walzer
- 1932: Ein Lied, ein Kuß, ein Mädel
- 1932: Traum von Schönbrunn
- 1933: Die Blume von Hawaii
- 1932: Das Blaue vom Himmel
- 1933: Leise flehen meine Lieder
- 1933: Der Zarewitsch
- 1934: The Unfinished Symphony
- 1934: My Heart Is Calling
- 1934: Mein Herz ruft nach Dir
- 1934: Ihr größter Erfolg
- 1934: Die Czardasfürstin
- 1935: Die ganze Welt dreht sich um Liebe
- 1935: Casta Diva (Bezaubernde Augen)
- 1935: Die blonde Carmen
- 1936: Wo die Lerche singt/Pacsirta
- 1936: La chanson du souvenir. Concert à la cour
- 1936: Das Schloß in Flandern
- 1936: Das Hofkonzert
- 1937: Zauber der Bohème
- 1938: Immer, wenn ich glücklich bin
- 1942: For Me and My Gal
- 1943: Presenting Lily Mars
- 1947: Addio Mimí!
- 1948: Valse brillante
- 1952: Das Land des Lächelns
- 1957: Frühling in Berlin
- 1999: Tatort: Nie wieder Oper (Fernsehreihe)